# 国民革命军第一〇二军
国民革命军第一百零二军，是程潜系的湖南部队。

## 历史
1948年11月长沙绥靖公署主任程潜在长沙编练新兵新组建该军。
1949年5月中旬，白崇禧从武汉退长沙后，把程潜扩编的5个师与陈明仁的两个军合编为3个军9个师，第一百零二军并入第十四军；拒绝接受改编的程潜嫡系第一〇二军第314师被取消番号成为保安师。1949年8月4日，程潜、陈明仁领衔长沙和平起义，编为中国人民解放军国民党第一兵团。